# Gabie Loh
Gabie Loh, eigentlich Gabriele Anna Loh (* 30. Mai 1964; † 11. Juni 2019) war eine deutsche Sängerin, Tonmeisterin und Pianistin. Anfang der 1990er Jahre war sie Sängerin in der deutschen Version der französischen Zeichentrickreihe Es war einmal …

## Leben
Gabriele Loh lernte früh die Instrumente Klavier, Geige, Saxophon und Shakuhachi. Während ihrer Schulzeit im Musischen Gymnasium Erlangen spielte sie im Schulorchester und in der Schulbigband mit. Nach dem Abitur ging sie nach Berlin an die Hochschule der Künste (heute Universität der Künste Berlin), um Diplom-Tonmeisterin zu studieren. Während dieser Zeit trat sie mit verschiedenen Bands als Sängerin in Berlin und Umgebung auf.
Nach ihrem Hochschulabschluss arbeitete sie mehrere Jahre als freie Tonmeisterin für verschiedene Synchronunternehmen und im Wintergarten-Varieté für André Heller und Bernhard Paul. Nach diesen Tätigkeiten verlagerte sie ihren Arbeitsschwerpunkt auf das Schreiben von Synchrondialogbüchern.
Loh zog 2003 wieder nach Erlangen und betrieb dort seit 2005 eine private Klavierschule. Ferner war sie als Korrepetitorin für verschiedene Sänger tätig.
Anfang der 1990er Jahre sang sie für die Ableger der französischen Zeichentrickreihe Es war einmal … von Albert Barillé. So sang sie das deutsche Titellied Es ist schön das Leben zu Es war einmal … das Leben. Sie sang auch das deutsche Titellied Wunderbar zu Es war einmal … Amerika und war ebenfalls bei Es war einmal … der Weltraum und Es war einmal … die Entdeckung unserer Welt für den Gesang verantwortlich.
Loh starb am 11. Juni 2019.

## Trivia
Das Lied Es ist schön das Leben wurde 1998 von der deutschen Punkrock-Band The Wohlstandskinder in ihrem Album Die 90er waren zum Recyceln da adaptiert und gecovert.